# Ново Село (Ново Село)
Ново Село (мкд. Ново Село) је насеље у Северној Македонији, у крајње југоисточном делу државе. Ново Село је седиште истоимене општине Ново Село.

## Географија
Ново Село је смештено у крајње југоисточном делу Северне Македоније, близу државне тромеђе са Грчком и Бугарском (9 km јужно од села). Од најближег града, Струмице, насеље је удаљено 22 km источно.
Насеље Ново Село се налази у историјској области Струмица. Насеље је положено на источном ободу Струмичког поља, на месту где се оно издиже у прва брда, која ка северу прелазе у планину Огражден. Надморска висина насеља је приближно 240 метара.
Месна клима је блажи облик континенталне због близине Егејског мора (жарка лета).

## Историја
У месту чувеном по производњи дувана, основана је 1930. године дуванска задруга. Њен предсдник и оснивач био је мештанин Крста Фумовић.

## Становништво
Ново Село је према последњем попису из 2002. године имало 2.756 становника.
Већинско становништво у насељу су етнички Македонци (98%), а остало су махом Срби.
| Националност | Број  |
| Македонци    | 2.726 |
| Албанци      | 0     |
| Турци        | 0     |
| Роми         | 3     |
| Цинцари      | 0     |
| Срби         | 11    |
| Муслимани    | 2     |
| други        | 14    |

Већинска вероисповест месног становништва је православље.